# Mertendorf (Turingia)
Mertendorf è un comune di 146 abitanti della Turingia, in Germania.
Appartiene al circondario della Saale-Holzland (targa SHK) ed è amministrato dal comune amministratore (Erfüllende Gemeinde) di Eisenberg.